# ASBクラシック
ASBクラシック（英:ASB Classic）は毎年1月第1週にニュージーランド・オークランドの「ASBバンク・テニスセンター」にて開催されているWTAツアートーナメント大会である。WTAツアーの開幕戦のひとつでもある。2016年より翌週に開催される男子のハイネケン・オープンを統合している。

## 大会歴代優勝者

### シングルス
| 年   | 優勝者                             | 準優勝者                           | 決勝結果               |
| ---- | ---------------------------------- | ---------------------------------- | ---------------------- |
| 2025 | クララ・タウソン                   | 大坂なおみ                         | 4–6, 棄権              |
| 2024 | コリ・ガウフ (2)                   | エリナ・スビトリナ                 | 6–7(4–7), 6–3, 6–3     |
| 2023 | コリ・ガウフ                       | Rebeka Masarova                    | 6–1, 6–1               |
| 2020 | セリーナ・ウィリアムズ             | ジェシカ・ペグラ                   | 6–3, 6–4               |
| 2019 | ユリア・ゲルゲス                   | ビアンカ・アンドレースク           | 2–6, 7–5, 6–1          |
| 2018 | ユリア・ゲルゲス                   | キャロライン・ウォズニアッキ       | 6–4, 7–6(4)            |
| 2017 | ローレン・デービス                 | アナ・コニュ                       | 6–3, 6–1               |
| 2016 | スローン・スティーブンス           | ユリア・ゲルゲス                   | 7–5, 6–2               |
| 2015 | ビーナス・ウィリアムズ             | キャロライン・ウォズニアッキ       | 2–6, 6–3, 6–3          |
| 2014 | アナ・イバノビッチ                 | ビーナス・ウィリアムズ             | 6–2, 5–7, 6–4          |
| 2013 | アグニエシュカ・ラドワンスカ       | ヤニナ・ウィックマイヤー           | 6–4, 6–4               |
| 2012 | 鄭潔                               | フラビア・ペンネッタ               | 2–6, 6–3, 2–0 途中棄権 |
| 2011 | グレタ・アルン                     | ヤニナ・ウィックマイヤー           | 6–3, 6–3               |
| 2010 | ヤニナ・ウィックマイヤー           | フラビア・ペンネッタ               | 6-3, 6-2               |
| 2009 | エレーナ・デメンチェワ             | エレーナ・ベスニナ                 | 6–4, 6–1               |
| 2008 | リンゼイ・ダベンポート             | アラバン・レザイ                   | 6–2, 6–2               |
| 2007 | エレナ・ヤンコビッチ               | ベラ・ズボナレワ                   | 7–6(9), 5–7, 6–3       |
| 2006 | マリオン・バルトリ                 | ベラ・ズボナレワ                   | 6–2, 6–2               |
| 2005 | カタリナ・スレボトニク             | 浅越しのぶ                         | 5–7, 7–5, 6–4          |
| 2004 | エレニ・ダニリドゥ                 | アシュリー・ハークルロード         | 6–3, 6–2               |
| 2003 | エレニ・ダニリドゥ                 | 趙倫貞                             | 6–4, 4–6, 7–6(2)       |
| 2002 | アンナ・スマシュノワ               | タチアナ・パノワ                   | 6–2, 6–2               |
| 2001 | メイレン・ツー                     | パオラ・スアレス                   | 7–6(10), 6–2           |
| 2000 | アンネ・クレマー                   | カーラ・ブラック                   | 6–4, 6–4               |
| 1999 | ジュリー・アラール＝デキュジス     | ドミニク・ファン・ルースト         | 6–4, 6–1               |
| 1998 | ドミニク・ファン・ルースト         | シルビア・ファリナ・エリア         | 4–6, 7–6, 7–5          |
| 1997 | マリオン・マルスカ                 | ジュディス・ヴィースナー           | 6–3, 6–1               |
| 1996 | サンドラ・カシック                 | バルバラ・パウルス                 | 6–3, 1–6, 6–4          |
| 1995 | ニコル・ブラドケ                   | ジンジャー・ヘルゲソン＝ニールセン | 3–6, 6–2, 6–1          |
| 1994 | ジンジャー・ヘルゲソン＝ニールセン | イネス・ゴロチャテギ               | 7–6(4), 6–3            |
| 1993 | エルナ・ライナッハ                 | キャロライン・クールマン           | 6–0, 6–0               |
| 1992 | ロビン・ホワイト                   | アンドレア・ストルナドバ           | 2–6, 6–4, 6–3          |
| 1991 | エバ・スビグレロバ                 | アンドレア・ストルナドバ           | 6–2, 0–6, 6–1          |
| 1990 | レイラ・メスヒ                     | サビーネ・アペルマンス             | 6–1, 6–0               |
| 1989 | パティ・フェンディック             | ベリンダ・コードウェル             | 6–2, 6–0               |
| 1988 | パティ・フェンディック             | サラ・ゴーマー                     | 6–3, 7–6               |
| 1987 | グレッチェン・メジャーズ           | テリー・フェルプス                 | 6–2, 6–3               |
| 1986 | アン・ホッブズ                     | ルイーズ・フィールド               | 6–3, 6–1               |

### ダブルス
| 年   | 優勝者                                                  | 準優勝者                                                  | 決勝結果             |
| ---- | ------------------------------------------------------- | --------------------------------------------------------- | -------------------- |
| 2020 | アジア・ムハンマド テイラー・タウンゼント               | セリーナ・ウィリアムズ キャロライン・ウォズニアッキ       | 6–4, 6–4             |
| 2019 | ウージニー・ブシャール ソフィア・ケニン                 | ペイジュ・メアリー・ハウリガン テイラー・タウンゼント     | 1–6, 6–1, [10–7]     |
| 2018 | サラ・エラニ ビビアネ・スクーフス                       | 穂積絵莉 加藤未唯                                         | 7–5, 6–1             |
| 2017 | キキ・ベルテンス ヨハンナ・ラーション                   | デミ・シュース レナタ・ボラコバ                           | 6–2, 6–2             |
| 2016 | エリーズ・メルテンス アン＝ソフィー・メスタフ           | ダンカ・コビニッチ バルボラ・ストリコバ                   | 2–6, 6–3, [10–5]     |
| 2015 | サラ・エラニ ロベルタ・ビンチ                           | 青山修子 レナタ・ボラコバ                                 | 6–2, 6–1             |
| 2014 | シャロン・フィッチマン マリア・サンチェス               | ルーシー・ハラデツカ ミハエラ・クライチェク               | 2–6, 6–0, [10–4]     |
| 2013 | カーラ・ブラック アナスタシア・ロディオノワ             | ユリア・ゲルゲス ヤロスラワ・シュウェドワ                 | 2–6, 6–2, [10–5]     |
| 2012 | アンドレア・フラバーチコバ ルーシー・ハラデツカ         | ユリア・ゲルゲス フラビア・ペンネッタ                     | 6–7(2), 6–2, [10–7]  |
| 2011 | クベタ・ペシュケ カタリナ・スレボトニク                 | ソフィア・アルビドソン マリーナ・エラコビッチ             | 6-3, 6-0             |
| 2010 | カーラ・ブラック リーゼル・フーバー                     | ナタリー・グランディン ローラ・グランビル                 | 7-64, 6-2            |
| 2009 | ナタリー・ドシー マラ・サンタンジェロ                   | ヌリア・リャゴステラ・ビベス アランチャ・パラ・サントンハ | 4-6, 7-6(3), [12-10] |
| 2008 | マリヤ・コリャツェワ リリア・オスターロー               | マルチナ・ミュラー バルボラ・ザフラボバ・ストリコバ       | 6-3, 6-4             |
| 2007 | ヤネッテ・フサロバ パオラ・スアレス                     | 謝淑薇 シーカ・ウベロイ                                   | 6-0, 6-2             |
| 2006 | エレーナ・リホフツェワ ベラ・ズボナレワ                 | エミリー・ロワ バルボラ・ザフラボバ・ストリコバ           | 6-3, 6-4             |
| 2005 | 浅越しのぶ カタリナ・スレボトニク                       | リアン・ベイカー フランチェスカ・ルビアニ                 | 6-3, 6-3             |
| 2004 | メルバナ・ユギッチ＝サルキッチ エレナ・コスタニッチ     | ビルヒニア・ルアノ・パスクアル パオラ・スアレス           | 7-6(6), 3-6, 6-1     |
| 2003 | テリン・アシュレイ アビゲイル・スピアーズ               | カーラ・ブラック エレーナ・リホフツェワ                   | 6-2, 2-6, 6-0        |
| 2002 | ニコル・アレント リーゼル・フーバー                     | クベタ・ヘルドリコバ ヘンリエッタ・ナギョワ               | 7-5, 6-4             |
| 2001 | アレクサンドラ・フセ リタ・グランデ                     | エマニュエレ・ガグリアルディ バルバラ・シェット           | 7-6(4), 6-3          |
| 2000 | カーラ・ブラック アレクサンドラ・フセ                   | バルバラ・シュワルツ パトリシア・ワーツシュ               | 3-6, 6-3, 6-4        |
| 1999 | シルビア・ファリナ バルバラ・シェット                   | セダ・ノーランダー マルレーネ・ワインガルトナー           | 6--2, 7-6(2)         |
| 1998 | 宮城ナナ タマリネ・タナスガーン                         | ジュリー・アラール＝デキュジス ヤネッテ・フサロバ         | 7-6(1), 6-4          |
| 1997 | ヤネッテ・フサロバ ドミニク・ファン・ルースト           | アレクサンドラ・オルシャ エレナ・パンポロバ               | 6-2, 6-7(5), 6-3     |
| 1996 | エルス・カレンズ ジュリー・アラール＝デキュジス         | ジル・ヘザリントン クリスティン・ラドフォード             | 6-1, 6-0             |
| 1995 | ジル・ヘザリントン エルナ・ライナッハ                   | ラウラ・ゴラルサ カロリネ・ビス                           | 7-6, 6-2             |
| 1994 | パトリシア・ヒー＝ブーレ メルセデス・パス               | ジェニー・バーン ジュリー・リチャードソン                 | 6-4, 7-6             |
| 1993 | イサベル・ドモンジョ エルナ・ライナッハ                 | ジル・ヘザリントン キャシー・リナルディ                   | 6-2, 6-4             |
| 1992 | ロザリン・フェアバンク ラファエラ・レジ＝コンカート     | ジル・ヘザリントン キャシー・リナルディ                   | 1-6, 6-1, 7-5        |
| 1991 | パティ・フェンディック ラリサ・ネーランド               | ジョー＝アン・ファウル ジュリー・リチャードソン           | 6-3, 6-3             |
| 1990 | ナタリア・メドベデワ レイラ・メスヒ                     | ジル・ヘザリントン ロビン・ホワイト                       | 3-6, 6-3, 7-6        |
| 1989 | パティ・フェンディック ジル・ヘザリントン               | エリザベス・スマイリー ジャニーン・トンプソン             | 6-4, 6-4             |
| 1988 | パティ・フェンディック ジル・ヘザリントン               | キャミー・マグレガー シンシア・マクレガー                 | 6-2, 6-1             |
| 1987 | アンナ・マリア・フェルナンデス ジュリー・リチャードソン | グレッチェン・メジャーズ エリザベス・ミンター             | 4-6, 6-4, 6-2        |
| 1986 | アン・ホッブズ キャンディ・レイノルズ                   | レア・アントノポリス アドリアナ・ビジャグラン             | 6-1, 6-3             |